# Fort de l'Ève
 (janvier 2014).
Si vous disposez d'ouvrages ou d'articles de référence ou si vous connaissez des sites web de qualité traitant du thème abordé ici, merci de compléter l'article en donnant les références utiles à sa vérifiabilité et en les liant à la section « Notes et références ».
Le fort de L'Ève est un emplacement géographique situé à l'entrée de l'estuaire de la Loire, sur la commune de Saint Nazaire, dans le département français de la Loire-Atlantique.

## Histoire
Sur le promontoire de l'Ève devait être projeté en 1859 une tour modèle permettant de défendre la plage proche. Ce projet abrogé, seul ne verra le jour qu’une importante levée de terre formant parapet. La marine ayant acquis le site, elle le borne dès le 20 septembre 1859, pour pouvoir y établir une importante batterie d’artillerie côtière. Celle-ci voit le jour entre 1891 et 1895 : les casernements sont réalisés entre 1899 et 1900, un magasin sous roc voit le jour en 1890, les plates-formes de tir sont construites dans la même période et le poste de télémétrie et de conduite de tir est bâti en arrière de la position entre 1901 et 1902.

### Première Guerre mondiale
Pendant la Première Guerre mondiale la Marine Nationale occupe un important complexe de batteries servant à verrouiller l'entrée de l'embouchure de la Loire et par de là même de protéger les infrastructures du port de Saint-Nazaire. Cette défense de l’estuaire est articulée à la fois par deux batteries totalisant chacune 4 pièces de 240 mm Guerre modèle 1884 tirant à barbette au-dessus du parapet et 4 pièces de 95 mm Lahitolle modèle 1888 sur affûts S.P implantées par binôme au fort de l’Ève et au fort du Pointeau complétées par une batterie de 2 canons de 75 mm Mle 1897 à Ville-Es-Martin. Les pièces de ce calibre constituent le principal armement des batteries aménagées après 1870.

### L'entre-deux-guerres
À la fin de la Première Guerre mondiale la batterie de l’Ève ne dispose plus que de trois matériels de 240 mm à chambre agrandie alors que la batterie du Pointeau a perdu ses mêmes pièces parties pour le front de Verdun en 1916.
En 1931 arrive le temps des changements, la batterie de l’Ève est dotée d’un poste de commandement et de télémétrie ultra moderne muni d’observatoires décalés et d’un grand télémètre placé sur l’extrados ainsi que d’un groupe électrogène type « Aster ». En 1920 deux matériel de 95 mm Lahitole sont démontés et dès 1932, quatre emplacements bétonnés avec soutes adjacentes pour matériel de 194 mm Mle 1902 sont en cours de construction. Enfin dernier petit aménagement de la batterie en 1940 avec la mise en étanchéité des terrasses des 4 magasins.
À la veille de la Seconde Guerre mondiale les quatre pièces de 194 mm Mle 1902 sont en place prêtes à faire feu sur un éventuel assaillant coordonnées par deux télémètres.

### Seconde Guerre mondiale
Avec l'arrivée des troupes d'occupation allemandes, la batterie de l’Ève est prise en charge par la Kriegsmarine en juillet 1940. Celle-ci prend en compte les trois matériels de 240 mm G 1884, encore en place, les deux canons de 95 mm ainsi que les quatre autres canons de 194 mm et le projecteur  de 150 cm. Bien sûr avant de se rendre, les marins français avaient plus ou moins bien saboté les matériels et cassé l’optique du projecteur. Il faut attendre l’année 1941 pour que les Allemands décident de découper totalement les ex pièces côtières françaises sabotées devenues obsolètes et surtout du fait de l’arrivée de leur propre matériel d’artillerie côtière de 17 cm.
C'est l'artillerie côtière de marine (MAA), qui s'installe sur l'emplacement de l'ex-batterie française et elle ne la quittera que le 11 mai 1945.
La Marine-Artillerie-Abteilung 280 répartie au nord et au sud de l'embouchure, est alors subordonnée au commandant de la défense maritime de la Loire (Seeko Loire) en totalisant un état-major et cinq batteries d'artillerie. Le premier commandant de la MAA 280, le Kapitänleutnant MA Edo-Friedrich Dieckmann, s'installe alors à la pointe de Chemoulin située sur la rive nord de l'estuaire de la Loire. Il sera remplacé successivement en mars 1943 à ce poste, par le Korvettenkapitän MA Werner Sommerfeld puis par le Korvettenkapitän MA Hans Luther en avril 1943. Sur place la batterie de l’Ève, rebaptisée par les Allemands «MKB « Bencke », est formée par l’équipage de la 3./MAA 280, placée sous les ordres de l’Oberleutnant MA d.R Heinrich Meyer. Avec un effectif de 151 marins (1 officier, 29 sous-officiers et 121 marins) servant à la fois les matériels et l’artillerie constitués des quatre pièces de 7,5 cm, des quatre canons de 17 cm, d’un canon antichar (Pak) de 5 cm, des trois pièces de 2 cm Flak Oerlikon, de deux projecteurs, puis d’un armement collectif totalisant deux le.MG 34, quatre le.MG polonaises, une le.MG française, deux s.MG françaises et d’un armement individuel regroupant 125 Gewher et 400 munitions en dotation par homme, la batterie codée Nz 305 dans la codification allemande de la forteresse Saint-Nazaire, est réellement très bien défendue et totalement opérationnelle.

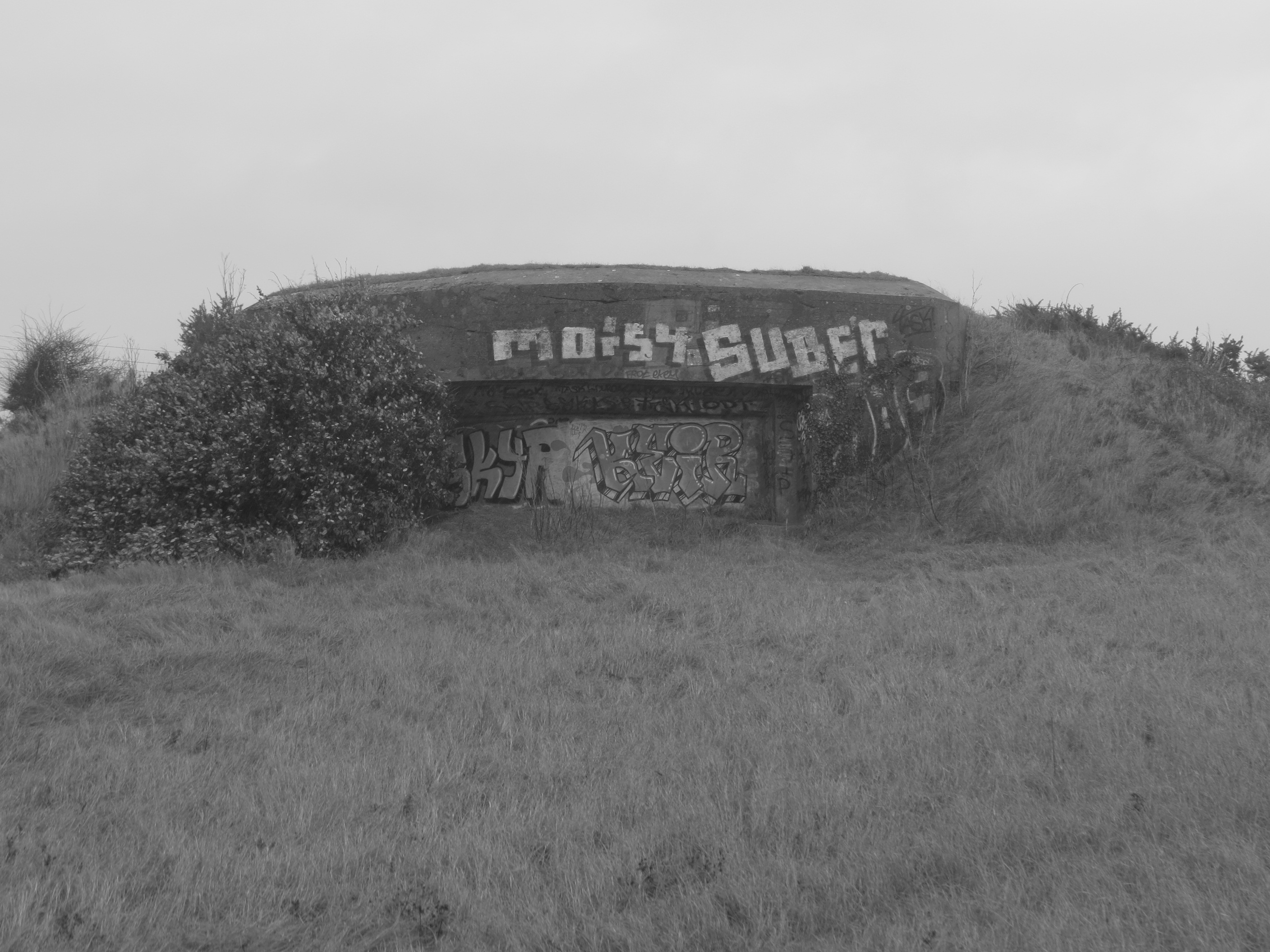
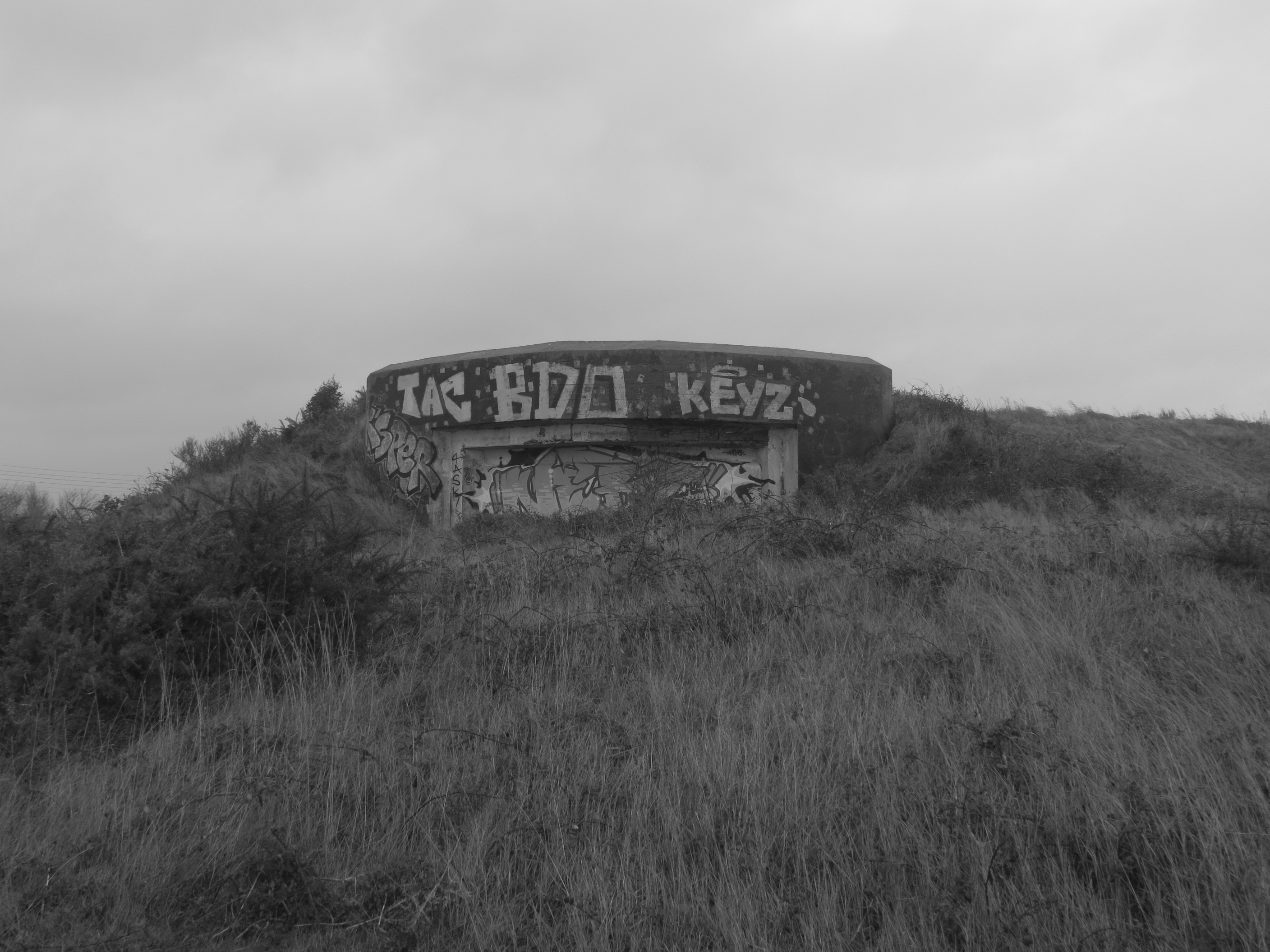
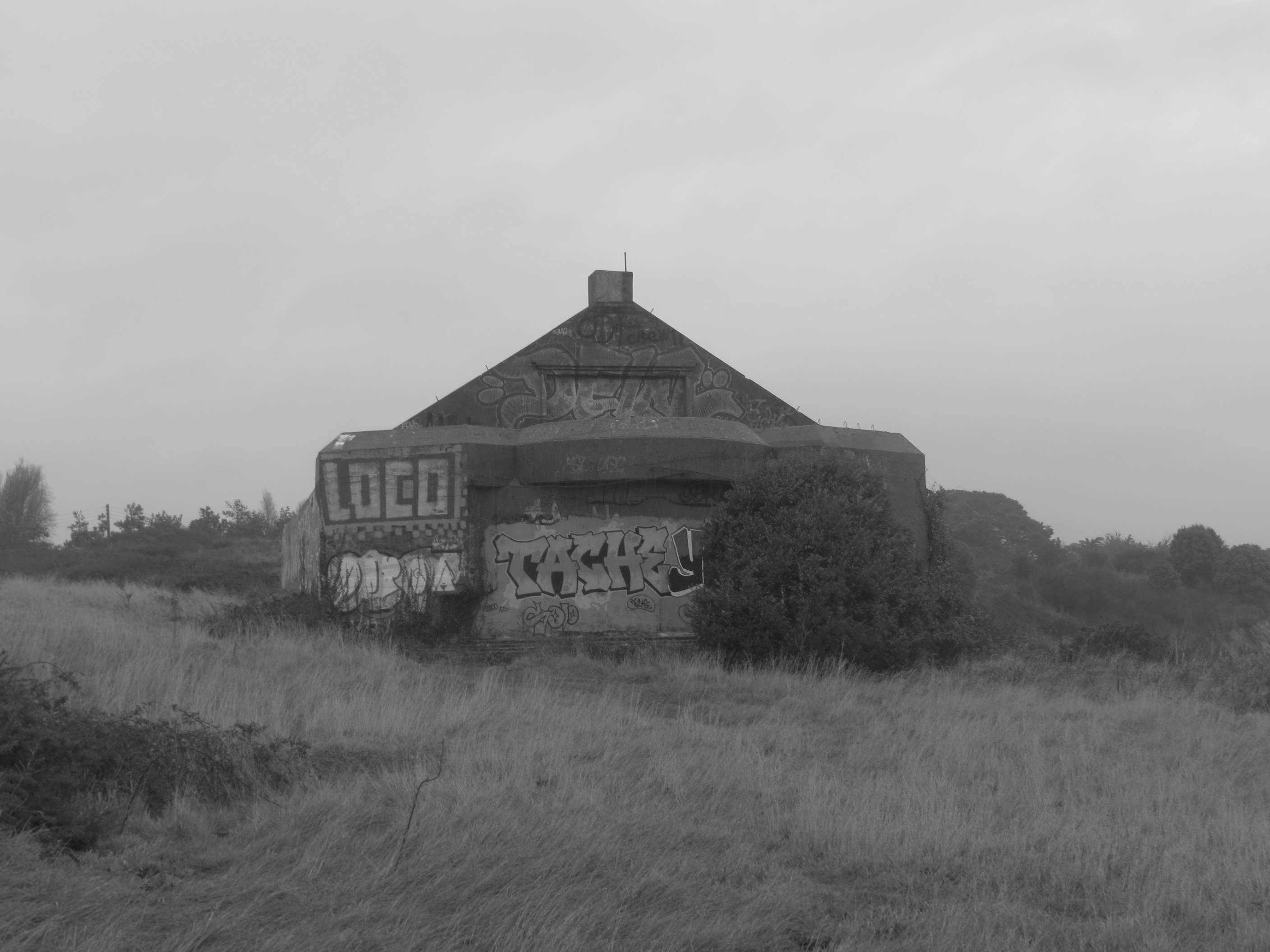
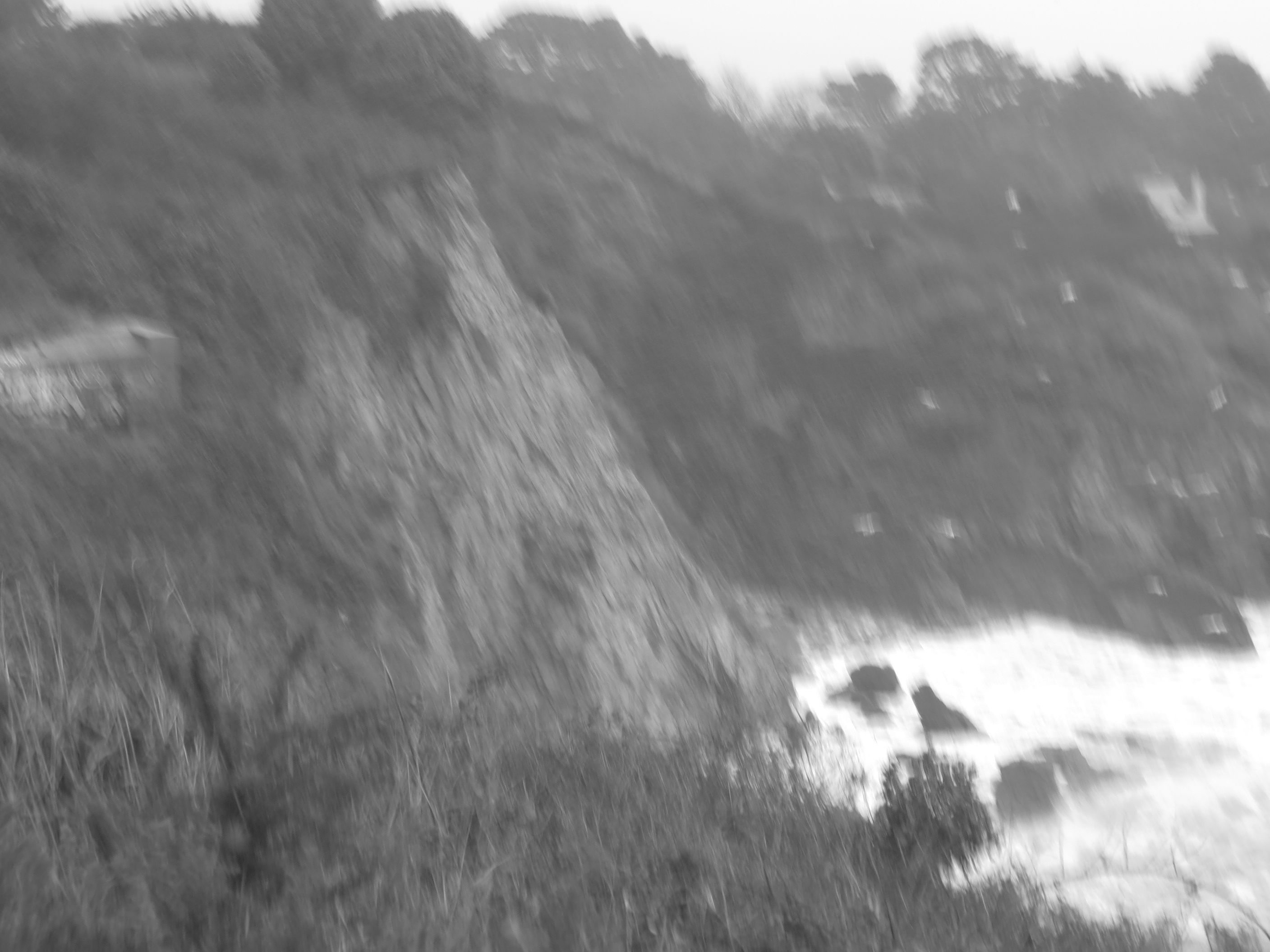

### Le premier et le dernier combat de la batterie de l’Ève
Le célèbre raid anglais survenu le 28 mars 1942 à Saint-Nazaire sur la forme écluse, plus connu sous le nom de opération Chariot mais moins connu est le rôle de la batterie de l’Ève qui est abondamment intervenue sur la flotte par ses tirs sur les ML, la MGB 314, la MTB 74 et le H.M.S Campbeltown. La flottille est alors repérée à 1h22 du matin au beau milieu de l'estuaire et à mi-distance entre la pointe de Villes-Martin et le promontoire du Pointeau. À cet instant, les Allemands étaient déjà en alerte générale depuis 23h30 car une vague de bombardiers britanniques composée de 35 Whitleys et 27 Wellingtons, tournoyait au-dessus de Saint-Nazaire. À 1h28, la flottille ne peut plus éviter le combat car les marins allemands, en poste de chaque côté de la rive, ont enfin réalisé le stratagème. Il s'ensuit un tir frénétique et abondant de part et d'autre et notamment des batteries de 17 cm SKL/40 de l’Ève et de 7,5 cm C/97 du Pointeau, qui tireront pas moins de 1500 obus sur la flottille cette nuit là (nombre non confirmé à ce jour). Cette bataille du fleuve aboutit à la destruction de 7 vedettes à l'aller et de 2 vedettes au retour, qui furent prises à partie par les pièces de 7,5 cm du Pointeau et les 17 cm du fort de L’Ève.

### Libération
À la Libération, seules deux des quatre pièces de 17 cm étaient encore en place sur le site (pièces no 3 et no 4), car les deux autres matériels (Pièces no 1 et no 2) avaient été démontés de leur casemate et envoyés sur le front terrestre près de Lesnais. Durant l’hiver 1945, l’intérieur de ces deux casemates occidentales est muni de faux canons en bois pour donner le change, en remplaçant le matériel prélevé. Enfin, les embrasures des deux casemates orientales sont agrandies au marteau piqueur pour élargir le champ de tir des pièces de 17 cm restantes en vue d’un futur débarquement possible des forces alliées.
Pressentant le 8 mai 1945 une reddition imminente, les marins allemands détruisent alors tous les organes de tir et de télémétrie de la batterie.

## Le fort aujourd'hui
Ces installations ont en partie disparu pour faire place au Camping du Fort de l'Ève et d'une plage équipée d'un poste de secours fonctionnant pendant la période estivale, un grand parking en facilite l'accès.
Des véliplanchistes et des amateurs de surf se donnent rendez-vous sur cette plage.